# Александр Сцибор-Рильський
Алекса́ндр Сцибор-Ри́льський (пол. Aleksander Ścibor-Rylski; нар.16 березня 1928, Грудзьондз, Польща — пом.3 квітня 1983, Варшава, Польща) — польський прозаїк, драматург, сценарист і кінорежисер.

## Біографія (вибіркова)
Александр Сцибор-Рильський народився 16 березня 1928 року в місті Грудзьондз (зараз Куявсько-Поморське воєводство, Польща). Під час Другої світової війни перебував в лавах Армії Крайової та підпільної організації «Сірі Шеренги», брав участь у Варшавському повстанні, був важко поранений.
У 1946 році Сцибор-Рильський дебютував як поет і прозаїк. У 1946-51 роках вивчав польську літературу у Варшавському університеті, але не закінчив. У 1948—1954 роках він був членом редакційної колегії тижневика «Польський солдат» (пол. Żołnierz Polski), де, зокрема, був менеджером відділу культури. У 1950 році Сцибор-Рильський опублікував, написаний в дусі соціалістичного реалізму, роман «Вугілля», який приніс йому славу найталановитішого письменника соцреалізму та Державну премію Польської Народної республіки 3 ступеня.
У 1952 році Сцибор-Рильський почав роботу в кіно як сценарист. Перший фільм за його сценарієм «Тінь» вийшов на екрани у 1956 році. Всього написав сценарії до майже 30-ти кіно-, та телефільмів. Більшість ранніх сценаріїв Сцибора-Рильського були присвячені війні та Рухові Опору. Став відомим за сценарії до стрічок Анджея Вайди «Попіл» (1965), «Людина з мармуру» (1976) та «Людина із заліза» (1985).
У 1955-57 він входив до складу редакції часопису «Нова культура» (пол. Nowa Kultura); у 1955—1965 займав посаду літературного керівника кіностудії «Rytm». У 1972—1978 був художнім керівником кіностудії «Призма» (пол. «Pryzmat»).
У 1963-му році Сцибор-Рильський дебютував як режисер фільмом «Їхній буденний день» (у радянському прокаті демонструвався під назвою «Історія однієї сварки»). Загалом за час своєї кар'єри в кіно поставив 6 фільмів.
Помер Александр Сцибор-Рильський 3 квітня 1983 року у Варшаві на 55-му році життя. Похований на Північному комунальному кладовищі Варшави.

## Фільмографія
Сценарист
- 1956 — Тінь / Cień
- 1958 — Останній постріл / Ostatni strzał
- 1958 — Пігулки для Аурелії / Pigułki dla Aurelii
- 1960 — Рік перший / Rok pierwszy
- 1961 — Дотик ночі / Dotknięcie nocy
- 1962 — Будинок без вікон / Dom bez okien
- 1962 — Чорні крила / Czarne skrzydła
- 1963 — Їхній буденний день / Ich dzień powszedni
- 1965 — Завтра Мексика / Jutro Meksyk
- 1965 — Попіл / Popioły
- 1967 — Вбивця залишає слід / Morderca zostawia ślad
- 1968 — Вовча луна / Wilcze echa
- 1969 — Сусіди / Sąsiedzi
- 1971 — Секс-підлітки / Seksolatki
- 1971 — Агент № 1 / Agent nr 1
- 1974 — Перший правитель (Гнездо) / Gniazdo
- 1976 — Даґні / Dagny
- 1976 — Людина з мармуру / Człowiek z marmuru
- 1977 — Лялька (серіал) / Lalka
- 1981 — Людина із заліза / Człowiek z żelaza

Режисер
- 1963 — Їхній буденний день / Ich dzień powszedni
- 1965 — Завтра Мексика / Jutro Meksyk
- 1967 — Вбивця залишає слід / Morderca zostawia ślad
- 1968 — Вовча луна / Wilcze echa
- 1969 — Сусіди / Sąsiedzi

## Вибрані твори
- «Вугілля» / Węgiel (1950)
- «Їхній буденний день» / Ich dzień powszedni (1957)
- «S.O.S.» (1974)
- «Колечко з кінського волоса» / Pierścionek z końskiego włosia (1991)